# Oligonychus buschi
Oligonychus buschi är en spindeldjursart som först beskrevs av Reck 1956.  Oligonychus buschi ingår i släktet Oligonychus och familjen Tetranychidae. Inga underarter finns listade i Catalogue of Life.